# 万石镇
万石镇，是中华人民共和国江苏省无锡市宜兴市下辖的一个乡镇级行政单位。

## 行政区划
万石镇下辖以下地区：
万善社区、南漕社区、万石村、大尖村、后洪村、余境村、余庄村、漕东村、南漕村、黄土寺村和马庄村。